# Château de Noizay
Ne doit pas être confondu avec Château de Noizé.
Le château de Noizay est un château situé à Noizay (Indre-et-Loire) et inscrit aux monuments historiques le 30 octobre 1974.

## Histoire

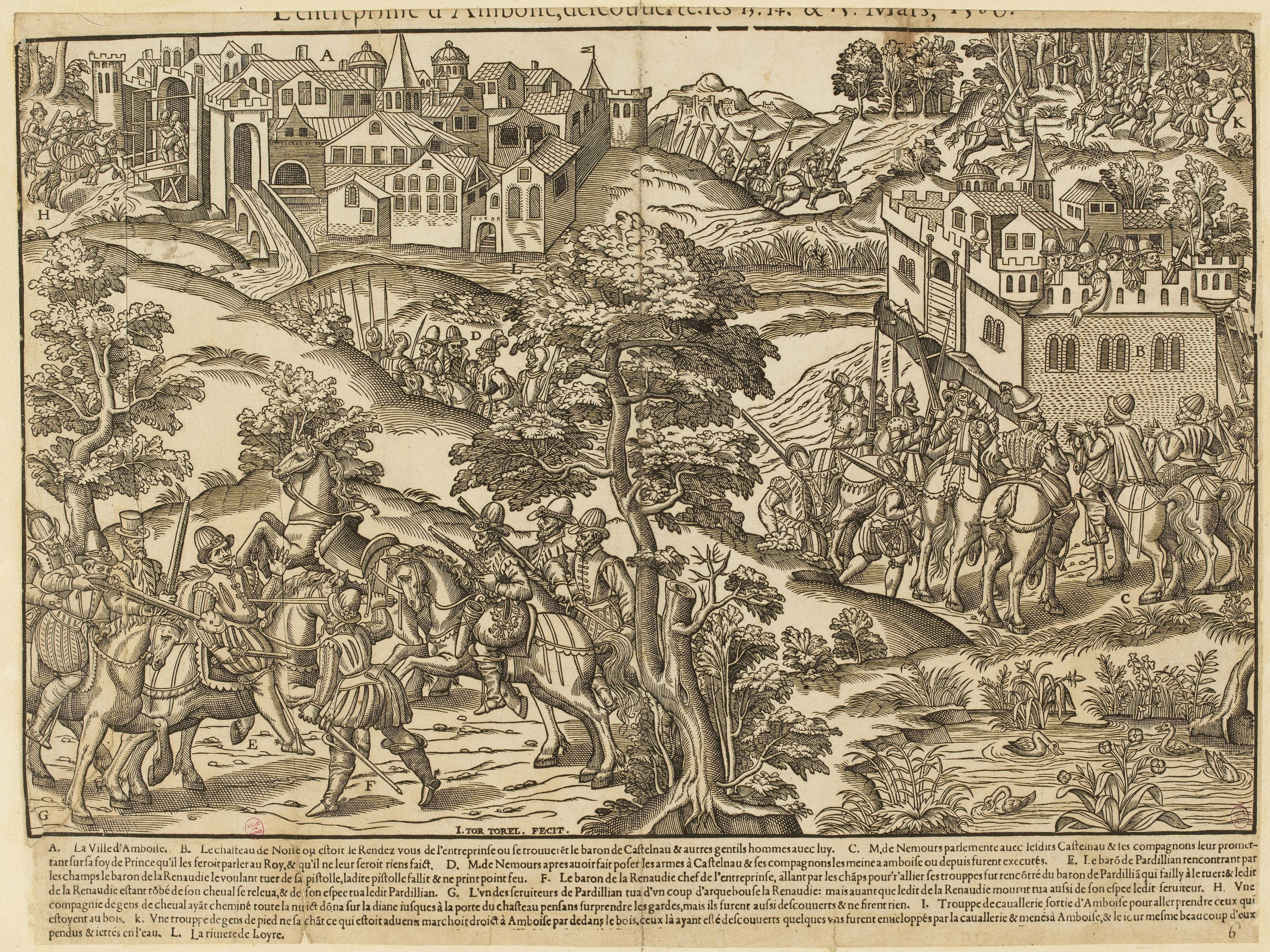
En 1560 lors de la Conjuration d'Amboise, sur la droite.

Construit au début du XVIe siècle sur un emplacement féodal, le château servit d'arsenal et de dépôt d'armes à Castelnau, l'un des principaux meneurs de la Conjuration d'Amboise en 1560. Le duc de Nemours ayant découvert le complot s'introduisit dans le château avec une compagnie d'arquebusiers et s'empara de Castelnau. Incendié, le château fut reconstruit au XVIIe siècle. Un long bâtiment est prolongé au nord de deux ailes en retour. Les combles s'éclairent par d'importantes lucarnes pour la plupart à Gâbles Renaissance encadrés de pinacles. La partie centrale de la façade arrière au sud, est beaucoup plus composite. Elle peut avoir été achevée sous la Restauration avec son grand perron à double révolution. A l'intérieur, vaste escalier de bois du XVIIe siècle avec deux volées droites et une grosse rampe à balustres carrés.